# Vat Szuthat
A Vat Szuthat (วัดสุทัศนเทพวราราม), hivatalos nevén Vat Szuthat Thepvararam egy 19. században épült buddhista templom Bangkokban.

## Története
A templom építésére I. Ráma thaiföldi király adott utasítást 1782-ben, de az építkezés csak 1807-ben kezdődött meg, és 1847-ben fejeződött be. A Vat Szuthat az egyik legnagyobb kiterjedésű, 4 hektáros templomkomplexum Bangkokban. A templomban van egy nyolc méter magas, 800 éves bronz Buddha-szobor, amelyet egy elhagyott szukothaji templomból szállítottak a fővárosba hajón. Amikor a szobor megérkezett, végighordozták Bangkokban. A szobor alá temették VIII. Ráma király hamvait. Az épületben falfestmények mutatnak be történeteket Buddha életéből.
A faragott fakaput díszítő képek egy részét II. Ráma király készítette. Az épületet körbevevő galériákban több mint 156 nagyobb Buddha-szobrot helyeztek el. A templom híres 21,1 méter magas, teakfából készült 18. századi hintájáról, amely az épületkomplexum előtt áll. Az óriáshintát brahmanista szertartásokon használták, amikor fiatal férfiak 24 méter magasra is felhajtották a szerkezetet, hogy fogukkal megpróbáljanak megragadni egy ezüstérméket tartalmazó zacskót. A több halálos balesetet követelő gyakorlatot 1932-ben betiltották.

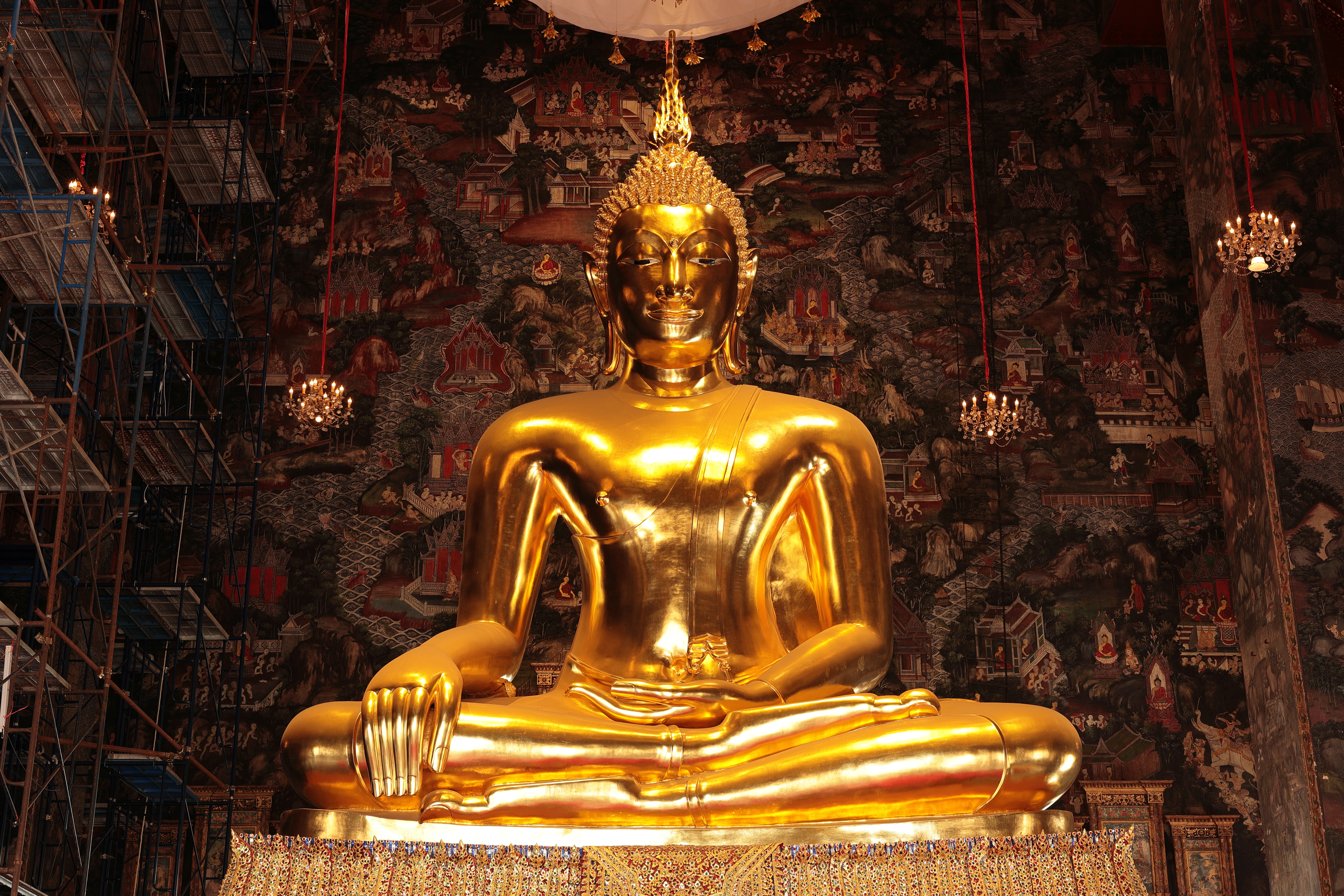
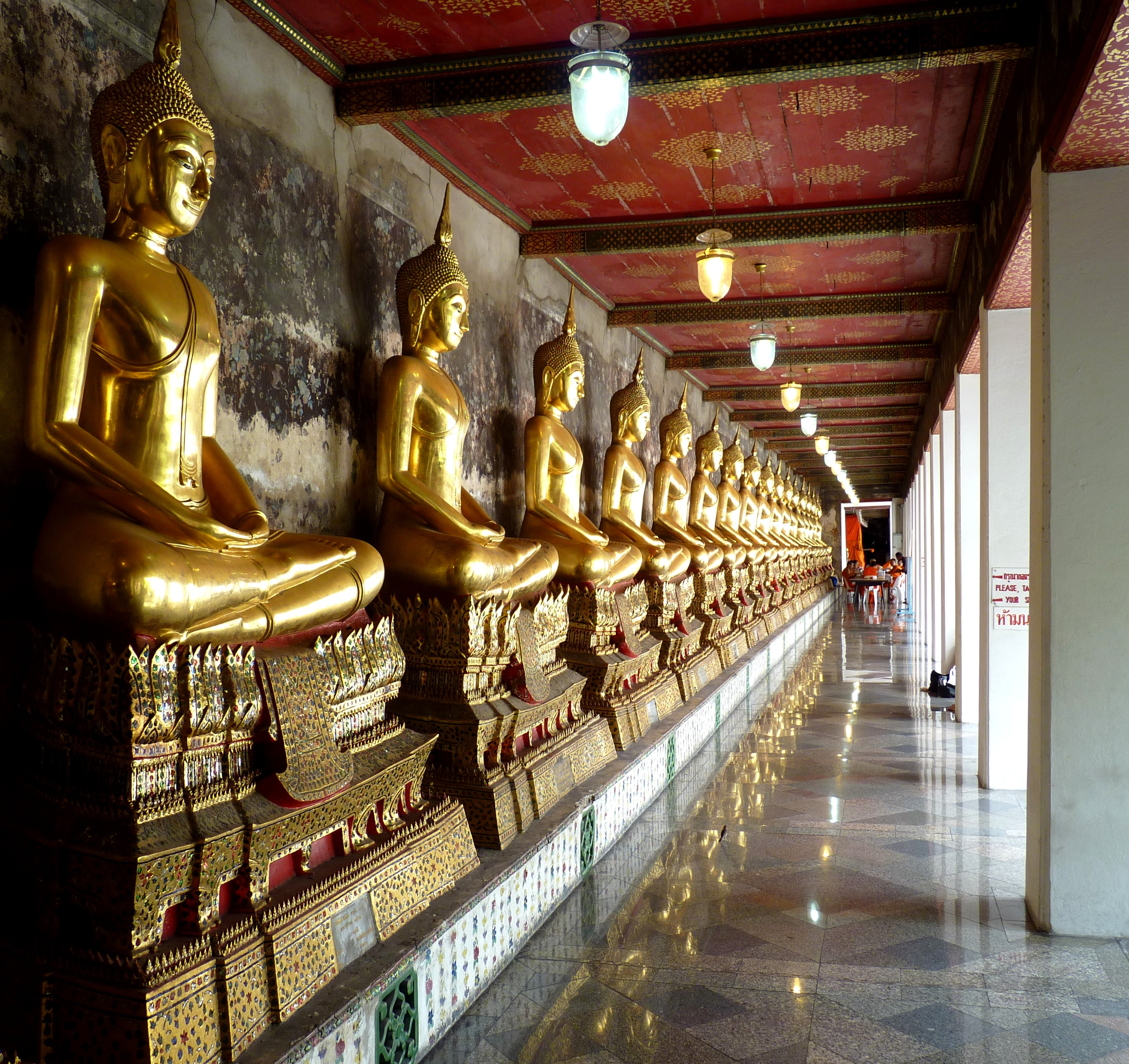
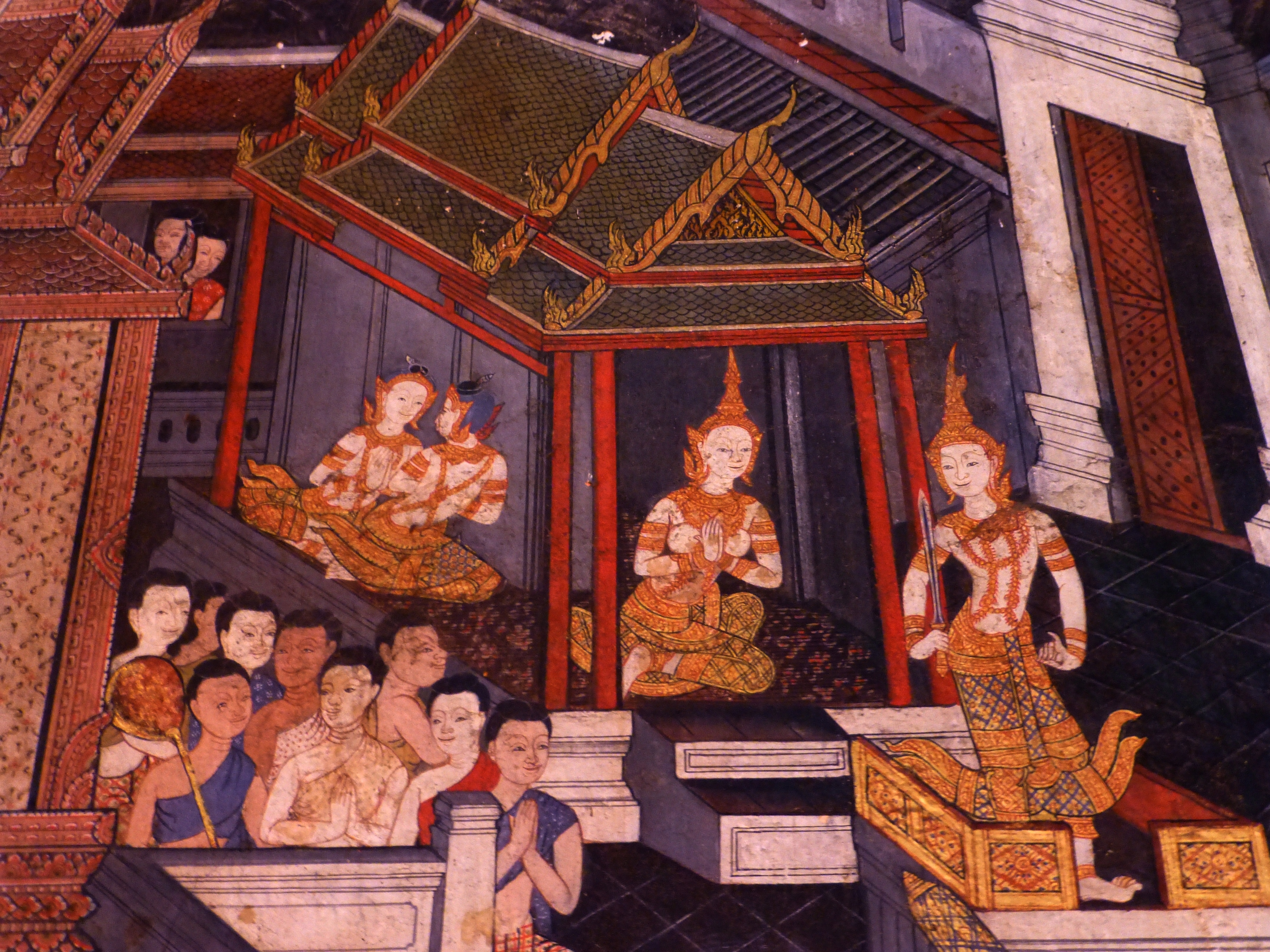
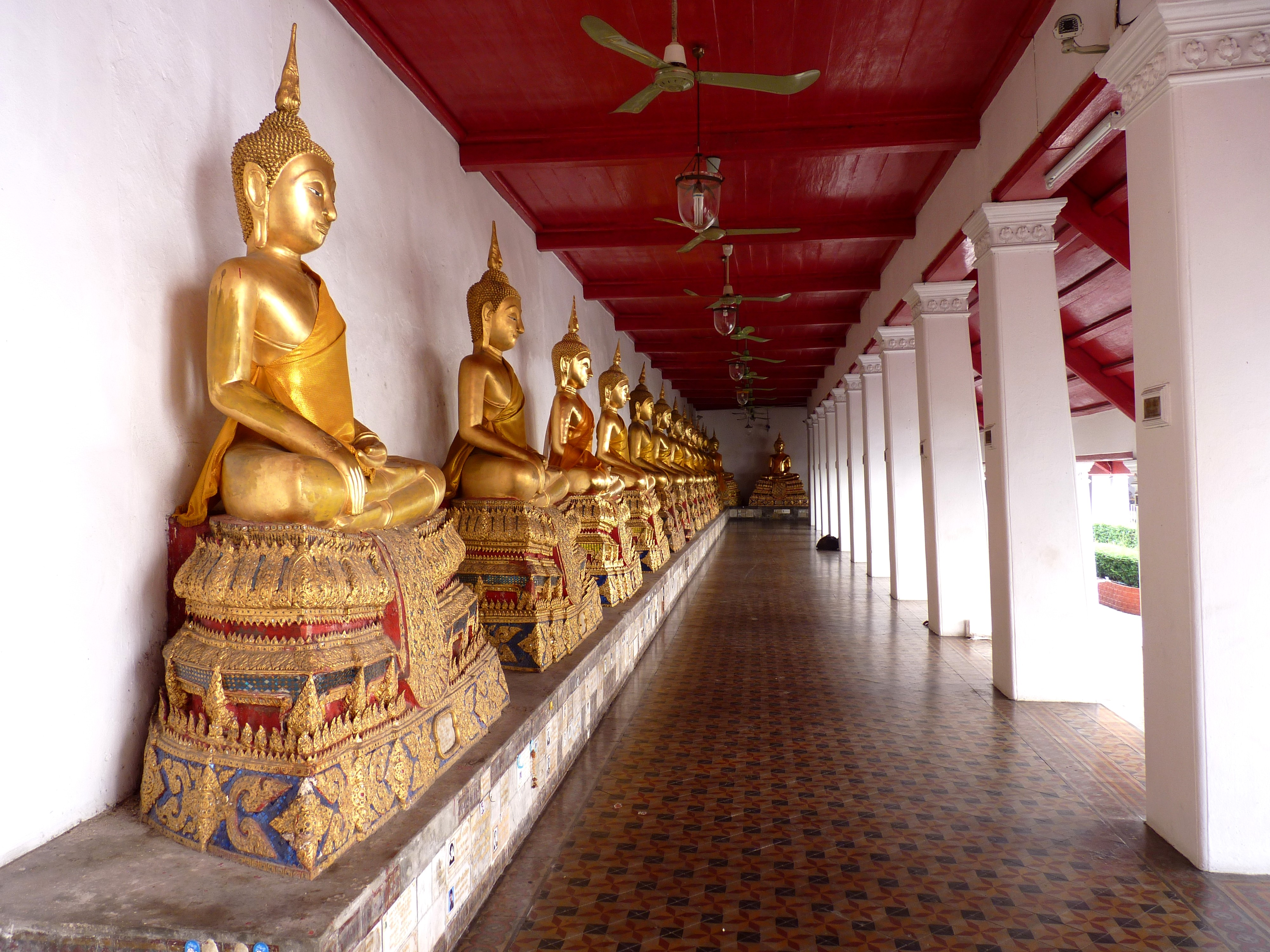